# Ana Lúcia Torre
Ana Lúcia Torre Rodrigues (São Paulo, 21 de abril de 1945) es una primera actriz brasileña de cine, teatro y televisión.

## Biografía y carrera
Ana Lúcia Torre nació en São Paulo, su familia se mudó a la ciudad de Río de Janeiro, en busca de una vida mejor. Luego mudaran para São Paulo, donde la actriz fue creada, comenzó a cursar ciencias sociales en la PUC de São Paulo, en 1965. En la Universidad, había grupos de teatro, en el que se interesó. El directorio de la institución sólo quería un grupo de teatro, sorteó las pruebas con los inscritos y Ana Lúcia pasó las pruebas que envolvían decoración de textos y creación de escenas e interpretación. El grupo montó y reprodujo el espectáculo 'Muerte y Vida Severina'. Entre sus colegas de teatro universitario, destacan Chico Buarque de Hollanda, uno de los mayores músicos, dramaturgos y escritores de Brasil y Cláudio Tozzi, uno de los más renombrados pintores y artistas plásticos de la actualidad en Brasil. Actuó en diversas piezas de teatro por Brasil y en el exterior. En la televisión inició su carrera en el año 1977, en Doña Xepa, donde vivió la gran fina fútil y falda Glorita. Uno de sus mayores papeles en la televisión fue la inolvidable y diabólica villana Débora, en la novela Alma Gemela (2005). También participó en varias producciones como la primera versión de Ciranda de Piedra, Tieta, Renascer, La Indomada, El Clavel y la Rosa, Alma Gemela, El Profeta, Siete Pecados, Caras y Bocas, Insensato Corazón, donde obtuvo bastante destaque. Actuó en Amor Eterno Amor como la millonaria Verbena Borges, que buscaba reencontrar a su hijo desaparecido hace 30 años. En 2013 actuó en Joia Rara, interpretando la Constancia Phrau Gertrudes. En 2015 interpretó a la humilde profesora jubilada Hilda, en la novela de las once Verdades Secretas. En la montaje para el teatro de Muerte y Vida Severina, de João Cabral de Mello Neto, ganó el primer lugar en el Festival Internacional de Teatro Universitario en Nancy, Francia. Sus recientes trabajos fueron en Verdades Secretas y Êta Mundo Bom!.
Después de vivir siete años en Europa, de regreso al Brasil, Ana Lucía protagoniza varias piezas como Sería Cómico si no fuera serio, espectáculo que le rindió la nominación de mejor actriz al premio Shell de 2010.

## Filmografía

### Telenovelas
| Año  | Título                      | Personaje                               |
| ---- | --------------------------- | --------------------------------------- |
| 1977 | Dona Xepa                   | Glorita Camargo                         |
| 1977 | Sinhazinha Flô              | Ermelinda                               |
| 1979 | Memórias de Amor            | Princesa Isabel                         |
| 1979 | Marron Glacé                | Stela                                   |
| 1980 | As três Marias              | Norma                                   |
| 1981 | Ciranda de Pedra            | Celina                                  |
| 1982 | O Homem Proibido            | Olívia                                  |
| 1984 | Cuerpo a cuerpo             | Olga                                    |
| 1987 | Corpo Santo                 | Marta                                   |
| 1989 | Tieta                       | Juraci Pitombo                          |
| 1990 | Brasileiras e Brasileiros   | Clara                                   |
| 1993 | Renascer                    | Quitéria                                |
| 1995 | As Pupilas do Senhor Reitor | Zefa Das Graças                         |
| 1997 | A Indomada                  | Cleonice Williams Mackenzie             |
| 1998 | Serras Azuis                | Dona Osória                             |
| 2000 | O Cravo e a Rosa            | Leonor Fernandes (Neca)                 |
| 2001 | Porto dos Milagres          | Salete                                  |
| 2004 | Um Só Coração               | Sálua                                   |
| 2005 | Alma Gêmea                  | Débora Ávilla Saboya                    |
| 2006 | O Profeta                   | Inspetora Hilda Vieira                  |
| 2007 | Sete Pecados                | Anja Guilhermina                        |
| 2008 | Casos e Acasos              | Regina                                  |
| 2008 | Xuxa e as Noviças           | Sumara                                  |
| 2009 | Caras & Bocas               | Esther Abraham                          |
| 2011 | Insensato Coração           | Anita Brandão (Tia Neném)               |
| 2012 | Amor Eterno Amor            | Verbena Borges                          |
| 2012 | Louco por Elas              | Dra. Olga                               |
| 2013 | Joia Rara                   | Frau Gertrude Ducker Hauser             |
| 2015 | Verdades Secretas           | Hilda Brito                             |
| 2016 | Êta Mundo Bom!              | Dona Camélia Batista                    |
| 2017 | O Outro Lado do Paraíso     | Adneia Fagundes                         |
| 2018 | Espelho Da Vida             | Gentileza Marques (Gentil)/ Madre Joana |

### Cine
| Año  | Título                                 | Personaje          |
| ---- | -------------------------------------- | ------------------ |
| 1981 | Um Menino...Uma Mulher                 | Dona Rita          |
| 1982 | Retrato Falado de uma Mulher sem Pudor |                    |
| 1988 | Romance da Empregada                   |                    |
| 1991 | Manobra Radical                        |                    |
| 1991 | A Revolta dos Carnudos                 |                    |
| 2000 | Através da Janela                      | Tomasina           |
| 2001 | Os Xeretas                             | Alana              |
| 2004 | O Vestido                              | Tia Adélia         |
| 2004 | Como Fazer um Filme de Amor            | Mãe de Laura       |
| 2004 | Francamente...                         | Ângela             |
| 2005 | Quanto Vale Ou é Por Quilo?            |                    |
| 2005 | O Retrato da Felicidade                | Psiquiatra         |
| 2006 | Paid                                   | Empregada          |
| 2007 | Primo Basílio                          | Vizinha            |
| 2009 | Os Inquilinos                          | Diretora da Escola |
| 2010 | Reflexões de um Liquidificador         | Elvira             |
| 2012 | E a Vida Continua...                   | Brígida            |
| 2012 | Meus Dois Amores                       | Vó Lindelena       |
| 2012 | O Mundo de Ulim e Oilut                | Bruxa              |
| 2017 | Bingo: O Rei das Manhãs                | Marta Mendes       |
| 2017 | Através das Sombras                    | Dona Geraldina     |